# О’Рурк
О'Рурк (англ. O'Rourke) — графский род.

## Происхождение и история рода
Происходит от Артура, сына Рурка, короля коннаутского в Ирландии в XI веке. С IX по XI век носители этого имени, сыновья и внуки кельтского вождя по имени Рурк, были властителями Коннахта, то есть всей западной Ирландии. Их земли звались Брефни (в переводе с ирландского — холмистая земля) О’Рурк, и в лучшие годы этого клана они простирались от Слайго на западном побережье до городка Келлс в графстве Мит. Они были одними из самых богатых и могущественных землевладельцев средневековой Ирландии. В XVI веке английский генерал-губернатор переименовал Брефни О’Рурк в графство Литрим.
После подавления Ирландского восстания 1641 года большинство владений семьи О’Рурк было отобрано. Многие члены семьи, как и представители других влиятельных гэльских семей, бежали на континент — в основном, во Францию.
Граф Джон О’Рурк (1728—1786), получив от короля Франции рекомендательное письмо к русской царице, прибыл в 1760 году ко двору в Санкт-Петербурге. Он был назначен майором конных кирасиров. Также на русской военной службе к этому времени уже состоял его брат Корнелиус О’Рурк (1736—1800), женатый на племяннице фельдмаршала Ласси, семья которого происходила из ирландского графства Мит. Сын Корнелиуса, граф Иосиф Корнелиевич (1772—1849), с отличием участвовал в войнах 1812 и 1813 годов и был генералом от кавалерии.
Некоторые из потомков братьев О’Рурк также служили в российской армии: генерал-майор Вольдемар Джордж О’Рурк, полковники Мориц и Корнелиус О’Рурк, штабс-капитан кавалерии Патрик Александр О’Рурк, лейтенанты Константин и Патрик Энтони О’Рурк.
Род графов O’Рурк внесён в дворянский матрикул Лифляндской губернии и в V часть родословных книг Курской и Полтавской губерний.

## Описание герба
Щит рассечен и слева пересечен. В правом серебряном поле три золотых львиных леопарда в столб. В левом верхнем серебряном поле белый агнец, лежащий влево, с длинным золотым крестом, украшенном красным флагом. В левом нижнем серебряном поле скачущий вепрь, натурального цвета.
Щит увенчан коронованным немецким баронским шлемом. Нашлемник — рука в латах, держащая восточный меч с золотой рукоятью. Намет золотой, подложенный золотом. Девиз «Victoriosus, victorieux» (Победоносный победитель), чёрным по серебру.